# Tiszasalamoni Református Egyházközség

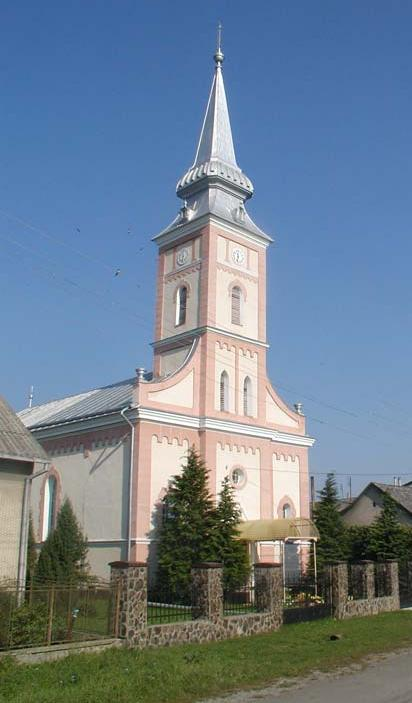
A salamoni református templom

A Tiszasalamoni Református Egyházközség a Kárpátaljai Református Egyház Ungi Református Egyházmegyéjéhez tartozik.

## Története
Az egyházközség keletkezésének idejét régi jegyzőkönyvek feljegyzései nyomán mindjárt a reformáció kezdetéhez tehetjük. Egyik jegyzőkönyvben azt írják róla, hogy 1618 előtt virágzó állapotban volt, amely szakadatlanul fenntartotta az Isteni tiszteletet. Ugyanezen jegyzőkönyv szerint Záhony filiája Salamonnak, mely vele egyenlőképpen tartja a prédikátort.
A 19. század második tizedében az agilis Jakabffy János prédikátorsága alatt élénk építkezési kedv uralja a salamoni híveket. Ekkor építettek fel egy új kőtemplomot, amelynek fatornya volt. 1901-ben már annyira megszaporodtak a hívek, hogy ez a templom kicsinek bizonyult. Ugyanebben az évben Kladek János kassai építési vállalkozó készítette el az új templom és tornyának tervét és költségvetését. Az új templom, amely ma is helyet ad az istentiszteleteknek, hossza 20 méter, szélessége 9 méter, tornya 37 méter magas. A templom építési munkálatai 1903 júliusának közepére fejeződtek be, felavatására akkori püspökét, dr. Kun Bertalant hívta meg a gyülekezet. A templomfelavatás ünnepélyét 1903. augusztus 23-án tartatták meg. Az úrasztalát, amelyet 1903-ban a templomszentelés idejére rendeltek, a budapesti Gerenday szobrász cég készítette el fehér karrai márványból.
A templom tornyában két harang lakik, az egyik 700 kg, a másik 370 kg. A szószék és a templomi székek 1903-ban készültek. Jávorszky és a Koreny kassai asztalos cég készítette vörös fenyőből, díszes kivitelben. A gyülekezet 1997-ig parókiával nem rendelkezett. 1998-ban egy romos állapotban lévő épületet vásárolt, amelyet felújított és imateremmel kibővítve, ma már a salamoni gyülekezet tulajdona. A gyülekezetnek van egy magyar zászlója, amelyet 1938-ban ajándékba kapott, egyik oldalán a magyar címer, a másik oldalán egy kehely.

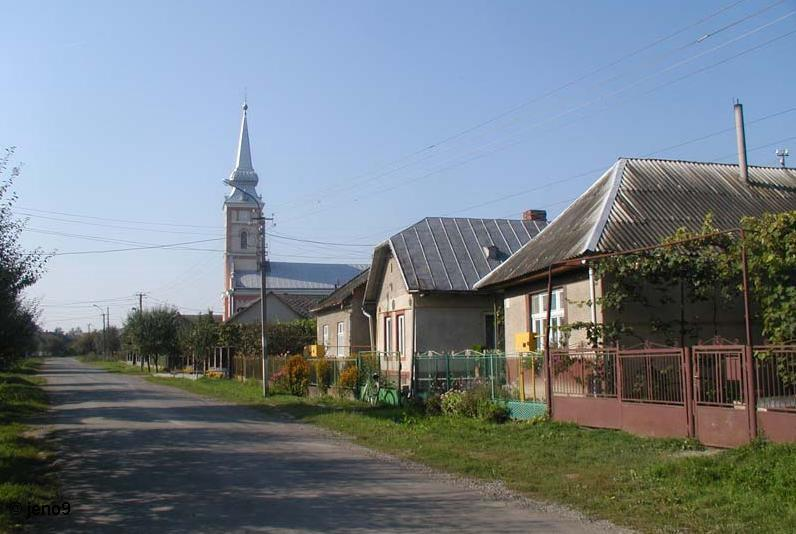
Salamoni utca részlet a református templommal

## Elérhetőség
- Cím: 89460 Ukrajna, Ungvári járás, Tiszasalamon
- Telefon: +3803122-735385, +3803122-735381